# Andrea Sartoretti
Andrea Sartoretti (ur. 19 czerwca 1971 w Perugii) – trener, były włoski siatkarz, reprezentant Włoch, trzykrotny medalista olimpijski oraz mistrz świata i Europy. Występował na pozycji atakującego.
Pierwsze powołanie do kadry narodowej otrzymał w 1993 roku. Wystąpił w niej 329 razy. 
Po zakończeniu kariery sportowej w 2009 był trenerem. Był szkoleniowcem zespołu RPA-LuigiBacchi.it Perugia w sezonie 2009/2010, a następnie asystentem trenera w Modena Volley od 2019.

## Kariera zawodnicza
- 1987–1991  Pallavolo Città di Castello
- 1991–1996  Porto Ravenna
- 1996–1997  Las Daytona Modena
- 1997–2000  Montichiari
- 2000–2002  Bre Banca Lannutti Cuneo
- 2002–2005  Itas Diatec Trentino
- 2005–2009  Trenkwalder Modena

## Kariera trenerska
- 2009-2010  RPA-LuigiBacchi.it Perugia

## Sukcesy

### jako zawodnik
- Mistrzostwo Świata: 1998
- Wicemistrzostwo Olimpijskie: 1996, 2004
- Brązowy Medal Igrzysk Olimpijskich: 2000
- Mistrzostwo Europy: 1999, 2003
- Zwycięstwo w Lidze Światowej: 1994, 1995, 1997, 1999, 2000
- Puchar Świata: 1999
- Puchar Ligi Mistrzów: 1992, 1993, 1997
- Puchar CEV: 2002
- Superpuchar Europy: 1992, 1993
- Mistrzostwo Włoch: 1997
- Puchar Włoch: 1997, 2002
- Puchar Challenge: 2008

### jako trener
- Puchar Challenge: 2010

## Nagrody indywidualne
- Liga Światowa 2000: MVP
- Liga Światowa 2004: Najlepiej punktujący zawodnik
- Igrzyska Olimpijskie 2004: Najlepiej punktujący zawodnik
- Mistrzostwa Europy 2003: MVP, najlepiej serwujący zawodnik (Niemcy)
- Serie A1 2005/2006: Najlepiej serwujący zawodnik sezonu

## Odznaczenia
- 21 lipca 2000 został odznaczony Orderem Zasługi Republiki Włoskiej V klasy[3].
- 27 września 2004 został odznaczony Orderem Zasługi Republiki Włoskiej IV klasy[4].